# Бронвин Банкрофт
Бронвин Бенкрофт (Тентефрилд, 23. јануар 1958) јесте аустралијски уметник, администратор и илустратор књига. Она је једна од прве три аустралијске модне дизајнерке које су своја дела представиле у Паризу.
Током 1985, Банкрофт је основала радњу под називом Designer Aboriginals, која продаје тканине које су направили абориџински уметници, укључујући и саму Банкрофтову. Била је један од оснивача уметничке организације Boomalli Aboriginal Artists Co-operative. Њена уметничка дела су део колекција институција: Национална галерија Аустралије, Уметничка галерија Новог Јужног Велса и Уметничка галерија Западне Аустралије. Она је илустровала 20 књига за децу, укључујући Stradbroke Dreamtime активисткиње Уджеру Нунукал, као и књига уметнице Сели Морган. Њене дизајнерски послови укључују рад на екстеријеру спортског центра у Сиднеју.
Она деценијама учествује у друштвеном активизму и администрацији уметничких институција, а била је и члан одбора Националне галерије Аустралије. Њена слика Prevention of AIDS (1992) коришћена је у кампањи за подизање свести о сиди у Аустралији. Била је у чланица одбора: Агенције за прикупљање ауторских права Вископи, Аустралијског друштва аутора, Транби Абориџинал Колеџа, Одбора уметника Музеја савремене уметности Аустралије (MCA) у Сиднеју.

## Младост
Рођена је у породици банђалангског порекла у Тентерфилду, граду у руралном Новом Јужном Велсу, 1958. године. Најмлађа је од седморо деце. Њен отац Овен Сесил Џозеф Бенкрофт, познат као „Бил“ био је аустралијски Абориџин из клана Дјанбун, док је њена мајка Дот била шкотског и пољског порекла. Банкрофтова је рекла да је њена пра-пра-пра-бака Пемау била једна од само двоје или троје преживелих из њеног клана, а остали су убијени када је њихову земљу населио бели фармер. Њен деда и ујак су радили у месним рудницима злата. Она је наводила да је образовање њеног оца реметила дискриминација, због тога што је био Абориџин. Услед недостатка формалног образовања, њен отац је морао да ради далеко од куће и зарађивао је радом на прузи, док је мајка радила код куће као кројачица. Отац је био инжењер током Другог светског рата, задужен за управљање баржама у Мадангу и Рабаулу.
Следећи савет свог оца о важности образовања или учењу заната, Банкрофтова је завршила средњу школу у Тентерфилду пре него што се преселила у Канберу 1976. са својим будућим мужем Недом Менингом, који јој је такође био учитељ. Тамо је стекла диплому из области визуелних комуникација на Уметничкој школи у Канбери, а затим је магистрирала визуелне уметности (сликарство) на Универзитету у Сиднеју. Никада се није вратила да живи у Тентерфилду, иако су њене три сестре живеле тамо 2004. године. Отац јој је умро око 1990.
Има троје деце: Џек је рођен 1985, Ела 1988. Растала се од Менинга када су били веома млади; њено треће дете Рубироуз рођено је 1999. Џек је 2010. добио награду за младог Аустралијанца године из Новог Јужног Јужног Велса, за свој рад на организовању менторства за ученике из домородачке заједнице.

## Каријера

### Уметнички рад
Банкрофтова је била један од оснивача Boomalli Aboriginal Artists Co-operative, једне од најстаријих аустралијских уметничких организација вођених од стране домородачког становништва, основане 1987. Током прве две деценије обављала је улоге председника, директора и благајника. Године 1985. отворила је радњу у Сиднеју под називом Дизајнерски Абориџини, где је продавала радове дизајнера, укључујући своје тканине, у којој су радиле њене ученице староседеоци. Банкрофт, Еуфемија Босток и Мини Хит су били први аустралијски модни дизајнери позвани да покажу своје радове у Паризу, где су уметничини осликани дизајни на тканини били изложени на Printemps Fashion Parade 1987. године. Две године касније, 1989, учествовала је на изложби у Лондону, Аустралијска мода: савремена уметност. Упркос овим успесима, она се дистанцирала од рада у модној индустрији, рекавши једном новинару у разговору вођеним 2005. да се није бавила дизајном тканина 15 година. Описивана као инстинктивни колориста, Банкрофт је од тада радила првенствено као сликар и развила је сјајни стил који подсећа на витраже. Као утицаје на свој уметнички рад навела је америчку сликарку Џорџију О'Киф, европске сликаре Жуана Мироа, Василија Кандинског и Марка Шагала и аустралијске аутохтоне уметнике као што су Емили Кнгвари, Ровер Томас и Мери Меклин.
Иако је у почетку била позната као дизајнер тканина и текстила, она је радила и дизајн накита, сликарство, колаж, илустрације, скулптуре и унутрашњу декорацију. Њена уметничка дела се део колекције Националне галерија Аустралије, Уметничке галерије Новог Јужног Велса, Уметничке галерије Западне Аустралије и Уметничке галерија Квинсленда. У Националној галерији се чува један од њених ситоштампарских дела, Entraped, настао 1991.
Између 1989. и 2006. године, Банкрофтова је имала осам самосталних изложби и учествовала на најмање 53 групне изложбе, укључујући изложбе у Аустралијском музеју у Сиднеју, Националној галерији Аустралије у Канбери и Националној галерији Викторије. Њена уметност је излагана у Индонезији, Новом Зеланду, САД, Француској и Немачкој.
Током 2004. године, Банкрофтова је добила задатак да дизајнира велики мурал на великом делу спољашњост спортског центра у коме се налазе два кошаркашка терена у резервату Темпе у Мариквилу, Нови Јужни Велс. Мурал приказује змију, мушкарца и жену, који представљају библијске приче и приче о стварању света староседелаца Аустралије. Такође укључује гоану, тотем предака првобитних становника области Мариквиле, народа Вангала.
Банкрофтова је почела да илуструје књиге за децу 1993. године. Први посао био јој је илустровање књиге Fat and Juicy Place коју је написала Дајана Кид. коју додељује Савет за дечију књигу и освојила је Аустралијску награду за мултикултуралну дечију књигу. Исте године илустровала је Stradbroke Dreamtime од домородачког активисте и писца Уджеру Нунукал. Била је трећи уметник који је обезбедио слике за узастопна издања књиге, од којих је прво издање објављено 1972. Банкрофт је од тада илустровала  више од 20 књига за децу, укључујући и књиге истакнуте аустралијске списатељице и уметнице Сели Морган, коју сматра ментором и пријатељем. Ове књиге укључују Dan's grandpa (1996) и Sam's bush journey (2009). Двоје уметника су сарађивала на изложби графика у уметничкој галерији Ворнамбул у Викторији 1991. Истраживач и кустос музеја Марго Нил описала је уметност Банкрофтове и Моргана као осликавање „њиховог односа према земљи и породици у генерално високонаглашеним делима, славећи и обележавајући кроз личне или колективне приче у углавном фигуративним наративима“.
Поред тога што је радила са познатим писцима, Банкрофтова је самостално ојбавила велики број књига за децу, укључујући An Australian 1 2 3 of Animals и An Australian ABC of Animals, које су позитивно оцењене као маштовите и добро илустроване. Њен стил илустрације је описан као „храбар и мистериозан“, и као „традиционално представљање аустралијских Абориџина приказаних у јарким, привлачним бојама“.
Она је 2009. године добила Дромкин медаљу за допринос књижевности за децу. У мају 2010. године, генерални гувернер Аустралије Квентин Брајс промовисао је њену најновију књигу Зашто волим Аустралију. Дугогодишња љубитељка и подржавалац рада Бранкофтове, госпођа Брајс је рекла: „Зашто волим Аустралију је дело и наслов који, опет, довољно говори о аутору и илустратору. Једноставно и изузетно изазива радост причању приче о овој величанственој, светој земљи коју делимо: планине, реке и клисуре; мора и коралне гребене; травњаке и грмље; солане и снег; куће и улице; ноћно небо украшено драгуљима и још много тога."
Уметничка дела Бронвин Банкрофт се такође појављују у публикацијама и употреби бројних других појединаца и организација, као што су омот за књиге Аустралијског музеја и Одељења за образовање Новог Јужног Велса, за роман Ларисе Бехрендт Home, и за контроверзне аутобиографске приповетке Роберте Сајкс, између осталих, Snake Cradle и Snake Dancing.
Њена дела налазе се у неколико националних и приватних културно-уметничких институција:
- Артбанк[8]
- Уметничка галерија Новог Јужног Велса[8]
- Државна библиотека Новог Јужног Велса
- Уметничка галерија Западне Аустралије[8]
- Аустралијски музеј[8]
- Одељење премијера и владе (Аустралија)[8]
- Национална галерија Аустралије[8]
- Национални музеј Аустралије[8]
- Збирка штампе Њујоршке јавне библиотеке[8]
- Њуарк музеј[8]
- Збирка уметности Парламента, Канбера[8]
- Уметничка галерија Квинсленда[8]

### Администрација и активизам
Она је активна у уметничким организацијама и службовала је у два мандата у одбору Националне галерије Аустралије током 1990-их. Била је председница Одбора за визуелне уметности Министарства уметности Новог Јужног Велса, и Националне организације за заступање домородачке уметности од 1993. до 1996. Уочи Летњих олимпијских игара 2000. у Сиднеју, Банкрофт је била члан дизајнерског комитета који је саветовао обликовање званичног логотипа игара, и била је део жирија за награду Country Energy Art Prize, за коју је додељивано 35.000 долара. Банкрофт је била члан управног одбора аустралијске Агенције за прикупљање ауторских права, Вископи, и са те позиције је заговарала права на препродају ауторских права за уметнике. Била је члан саветодавне групе за уметнике Музеја савремене уметности Аустралије 2005. и члан је уметничког одбора истог музеја. Радила је у одбору организације за обуку староседелаца, Транби Абориџинал Колеџ.
У оквиру као и ван уметничког стваралаштва, Банкрофт је показала забринутост за низ друштвених питања, посебно оних која утичу на староседеоце Аустралије. Њена слика Prevention of AIDS (1992) репродукована је на постерима и разгледницама са циљем подизања свести о сиди, и била је једна од неколико њених слика које је наручило савезно Министарство здравља како би истакла проблеме у вези са болешћу у староседелачкој заједници. Током 2000. године, две године након смрти активисткиње Мам (Ширл) Смит, Банкрофт и Boomalli Aboriginal Artists Co-operative су организовали изложбе ради прикупљања новца у част Смитове.
Од 2009. Банкрофт је била директор Australian Indigenous Mentoring Experience, непрофитне организације која има за циљ да повећа стопе уписа абориџинских ђака и студената у средњу школу и универзитете. Подучавала је и била ментор ученицима школа за студенте из реда домородачке заједнице, као што је Џесика Бирк, победница прве награде Аустралијског савета за младе уметнике у мају 2009.
Банкрофт је 2021. године била инаугурациони прималац стипендије Абориџина Новог Јужног Јужног Велса (енг. NSW Aboriginal Creative Fellowship) у износу од 30.000 долара.
Од фебруара 2023. она је члан одбора Аустралијског друштва аутора (енг. Australian Society of Authors).

## Одабрана дела
- Walking the boundaries (илустратор), Angus & Robertson, 1993, ISBN 0-207-17796-1[46]
- Stradbroke dreamtime (илустратор), Angus & Robertson{, 1993,  0-207-17938-7[47]
- Dirrangun (илустратор), Angus & Robertson, 1994,  0-207-18482-8[7]
- Dan's Grandpa. 1996. ISBN 1-86368-159-0.. (илустратор), Fremantle Press
- Leaving (илустратор), Roland Harvey, 2000,  0-949714-75-5[48]
- The Outback. 2005. ISBN 1-875641-86-6.. (илустратор), with Annaliese Porter, Magabala Books
- An Australian ABC of Animals. Little Hare Books. 2005. ISBN 1-877003-97-2.
- Ready to Dream (илустратор), Bloomsbury, 2008,  978-1-59990-049-0[49]
- An Australian 1, 2, 3 of animals. Little Hare Books. 2009. ISBN 978-1-921541-11-7.
- W is for wombat: my first Australian word book. Little Hare Books. 2009. ISBN 978-1-921541-17-9.
- Why I love Australia. Little Hare Books. 2010. ISBN 978-1-921541-78-0.
- Colours of Australia. 2016. ISBN 978-1-742976-91-4.. Hardie Grant Egmont
- Shapes of Australia. Little Hare Books. 2017. ISBN 978-1-760129-28-6.
- Clever crow = Wäk L̲iya-Djambatj. Magabala Books. 2018. ISBN 978-1-922142-61-0.
- 1, 2, 3 of Australian animals. Little Hare Books. 2019. ISBN 978-1-921272-85-1.
- Coming Home to Country. Little Hare Books. 2020. ISBN 978-1-760501-92-1.